# Ernst Otterbach
Ernst Otterbach, né le 26 juin 1920, est un joueur de football allemand.

## Biographie
Il commence sa carrière au SC Hedelfingen, avant de jouer de 1942 à 1944 au VfB Stuttgart en Gauliga Württemberg, à l'exception de la saison 1942-1942 où il est prêté au FC Mulhouse, en Gauliga Elsass.
Après la guerre, il joue aux Stuttgarter Kickers, de 1945 à 1947. Avec ses coéquipiers Edmund Conen, Helmut Jahn, Siegfried Kronenbitter, Reinhard Schaletzki, Helmut Schmeißer et Albert Sing, il se classe septième, un point derrière le VfB. Cette saison-là, il joue 29 matchs, et inscrit 4 buts.
En 1948-1949, il revient jouer à Bad Cannstatt, avec le VfB. L'équipe de l'entraîneur Georg Wurzer est sacrée vice-championne d'Oberliga Süd en 1950, et devient champion du Sud en 1952. Lors du tournoi final de 1950, Otterbach joue 4 matchs - dont la finale du 25 juin 1950 à Berlin, gagnée contre les Kickers Offenbach - alors qu'en 1952, il ne joue que deux matchs en poule finale.
Le 31 mars 1952, il joue son dernier match de championnat en tant que latéral droit ; c'est une défaite à l'extérieur 0-1 face au SV Waldhof Mannheim. Pour Stuttgart, entre 1948 et 1952, Otterbach a joué 77 matchs d'Oberliga Süd et a marqué neuf buts.